# Servando Ruiz Gómez
Servando Ruiz Gómez y González Llanos, (Avilés, 23 d'octubre de 1821 - Vigo, 19 d'agost de 1888) va ser un polític asturià que va arribar a ser alcalde d'Oviedo, senador, ministre d'Hisenda i ministre d'Estat.

## Biografia
Nascut a Avilés, el seu pare fou un militant liberal que va recolzar l'alçament de Rafael del Riego i més tard s'enfrontà a les tropes del duc d'Angulema en 1823, raó per la qual va emigrar a Jamaica primer i més tard a Cuba i després a Alemanya. Allí va estudiar dret i filosofia.
En 1849 retorna a La Corunya, afiliant-se al Partit Progressista. Durant la revolució de 1854 participa en la junta revolucionària i és nomenat alcalde d'Oviedo. Va ser elegit diputat per Oviedo, però l'arribada d'O'Donnell al govern l'obliga a retirar-se, fundant El Eco de Gijón i La Crónica. Des del diari La Soberanía Nacional es dedicà a atacar la política d'Isabel II d'Espanya, raó per la qual hagué d'exiliar-se en 1866. Després de la revolució de 1868 va tornar i va ser nomenat governador civil d'Oviedo i després director general de Loteries.
En 1870 es va afiliar al Partit Radical i fou nomenat ministre d'Hisenda sota el govern de Manuel Ruiz Zorrilla. Durant el seu mandat va llançar una emissió de deute públic que es va cobrir fins a cinc vegades més, al mateix temps que emitia bons del tresor.
Durant el regnat d'Alfons XII va estar un temps apartat de la polític, però després va ser membre del consell d'estat i des de 1877 senador vitalici per la província de Conca. També fou director de la Compañía Arrendataria de Tabacos.
En 1883, durant la presidència del també asturià Posada Herrera, Izquierda Dinástica va ser nomenat Ministre d'Estat fins a l'any 1884.
Va morir a Vigo en 1888. Va ser condecorat amb la gran creu de l'Orde d'Isabel la Catòlica.